# Otavice (Ružić)
Otavice falu Horvátországban Šibenik-Knin megyében. Közigazgatásilag Ružićhoz tartozik. Otavice a szomszédos valaha népesebb Čavoglave mellett a község legnevezetesebb települése, melyet annak köszönhet, hogy itt áll a leghíresebb horvát szobrászművész Ivan Meštrović családi háza és mauzóleuma.

## Fekvése
Knintől légvonalban 22, közúton 25 km-re délre, községközpontjától légvonalban 2, közúton 6 km-re északnyugatra Dalmácia középső részén, a Petrovo-mező keleti részén, a Svilaje-hegység nyugati lábánál, a Čikola jobb partján fekszik. Mögötte emelkedik az erdőkben és legelőkben gazdag  Svilaje-hegység, ahonnan nagyszerű kilátás nyílik a Petrovo-mezőre, Drniš városára és a látótér közepén elhelyezkedő Meštrović-mauzóleumra.

## Története
A település valószínűleg az Otavac-patakról kapta a nevét, amely itt ömlik a Čikolába. A patakon ma is áll az egykor fontos malom. A környező településekkel együtt 1522-ben szállta meg a török és csak a 17. század végén szabadították fel a velencei seregek. A legenda szerint 1573-ban a törökkel vívott harcban itt veszítette életét Neorić vicebán az azonos nevű település elöljárója, akiről ezt a településrészt később Banovacnak nevezték el. 1797-ben a Velencei Köztársaság megszűnésével a Habsburg Birodalom része lett. 1806-ban Napóleon csapatai foglalták el és 1813-ig francia uralom alatt állt. 
Napóleon bukása után ismét Habsburg uralom következett, mely az első világháború végéig tartott. A falunak 1857-ben 374, 1910-ben 477 lakosa volt. Az első világháború után rövid ideig az Olasz Királyság, ezután a Szerb-Horvát-Szlovén Királyság, majd Jugoszlávia része lett. 1991-ben lakosságának 96 százaléka horvát nemzetiségű volt. 
A délszláv háború során megszállták a szerb csapatok. A horvátok tulajdonában levő összes házat és gazdasági épületet lerombolták. Az agressziónak négy polgári halálos áldozata volt. 1995 augusztusában a Vihar hadművelet során a horvát csapatok foglalták vissza. A falut a háború után újjáépítették, de a lakosság létszáma az 1971-es 420-nak a háború utánra alig a felére esett vissza. A településnek 2011-ben 183 lakosa volt. Lakói főként mezőgazdasággal, állattartással foglalkoznak.

## Lakosság

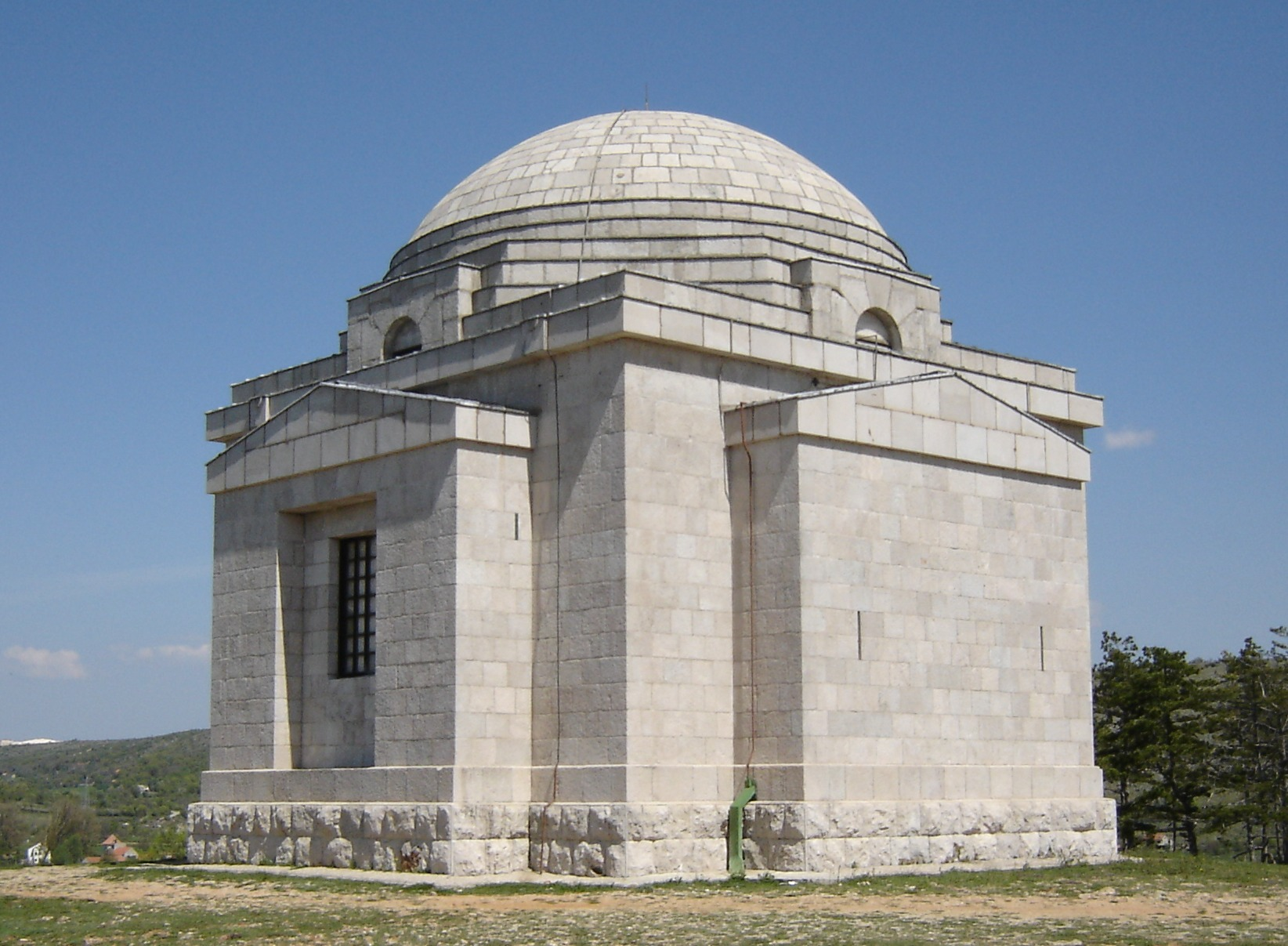
A Meštrović-mauzóleum

| Lakosság változása | Lakosság változása | Lakosság változása | Lakosság változása | Lakosság változása | Lakosság változása | Lakosság változása | Lakosság változása | Lakosság változása | Lakosság változása | Lakosság változása | Lakosság változása | Lakosság változása | Lakosság változása | Lakosság változása | Lakosság változása |
| ------------------ | ------------------ | ------------------ | ------------------ | ------------------ | ------------------ | ------------------ | ------------------ | ------------------ | ------------------ | ------------------ | ------------------ | ------------------ | ------------------ | ------------------ | ------------------ |
| 1857               | 1869               | 1880               | 1890               | 1900               | 1910               | 1921               | 1931               | 1948               | 1953               | 1961               | 1971               | 1981               | 1991               | 2001               | 2011               |
| 374                | 401                | 389                | 439                | 485                | 477                | 449                | 374                | 472                | 505                | 469                | 420                | 320                | 283                | 190                | 183                |

## Nevezetességei
- Ivan Meštrović családi háza[6] a település központjában található. A híres művész itt töltötte gyermekkorát. A délszláv háború idején ezt a házat is lerombolták és még nem állították helyre, pedig mind építészetileg, mind kulturális jelentőségénél fogva ez fontos lenne. A ház közelében áll az alapiskola épülete.
- Otavicén az 1932-ben épített mauzóleumban temették el Ivan Meštrovićot. Temploma a Legszentebb Megváltó tiszteletére van szentelve. Oltárát és a freskókat Joze Kljaković akadémiai festőművész készíttte. A mauzóleum a délszláv háború során súlyosan megrongálódott, bronz kapuit és a család tagjainak portréit elvitték, belső díszítéséből csak a kőből faragott domborművek maradtak meg. 1998-ban helyreállították és időnként miséket is tartanak benne.[7]
- Védett műemlék az egykori malária elleni állomás épülete.[8] Az állomást finoman faragott kőből építették. Két összekapcsolt részből áll: a déli földszintes négyszögletes alaprajzú részből, és az északi egyemeletes, négyzet alaprajzú részből. A földszintes épületrész déli homlokzatán az ajtó boltíves, és vele azonos formájú a két kisebb oldalsó ablak. A nagyobb épület földszintjén lévő ajtó négyzet alakú, az emeleten pedig dupla boltíves ablak található, vaskorlátos kis erkéllyel. A nyugati homlokzaton az erkély és az ablak számára félkör alakú ajtót építettek. Az épület 1930 és 1932 között épült, Ivan Meštrović kezdeményezésére és David Benette fiumei építész tervei alapján.
- Az "Ivan Meštrović" Általános Iskola épülete[9] finoman faragott fugázott kőből épült. Alaprajza L alakú. Az épület déli fekvésű főhomlokzatából, amelynek földszintje és első emelete is van, az osztálytermek a földszinten nyugatra és északra terjednek ki. A tantermek három egyszerű négyszögletes ablakkal rendelkeznek. A főhomlokzaton, a boltíves bejárat felett az első emeleten egy biforáma, tőle jobbra pedig egy íves áthidalással ellátott erkélyajtó, egy vaskorlátos kő erkély található. Az iskola 1930 és 1932 közötti Ivan Meštrović kezdeményezésére és David Benette fiumei építész tervei alapján épült.